# Unterseeboot 138 (1917)
Pour les autres navires du même nom, voir Unterseeboot 138.
L'Unterseeboot U-138 est l’un des 329 sous-marins de la marine impériale allemande pendant la Première Guerre mondiale. Il a participé à la guerre navale et a pris part à la première bataille de l'Atlantique.